# András Rajna
András Rajna, né le 3 septembre 1960 à Budapest, est un kayakiste hongrois pratiquant la course en ligne.

## Palmarès

### Jeux olympiques
- Médaille d'argent aux Jeux olympiques de 1996 à Atlanta en K-4 1000m[1].